# Parapleustes derzhavini
Parapleustes derzhavini är en kräftdjursart som beskrevs av Gurjanova 1938. Parapleustes derzhavini ingår i släktet Parapleustes och familjen Pleustidae. Inga underarter finns listade i Catalogue of Life.